# 豊橋鉄道1800系電車 (初代)
豊橋鉄道1800系電車（とよはしてつどう1800けいでんしゃ）は、豊橋鉄道が1967年（昭和42年）に同社渥美線へ導入した電車である。豊橋鉄道の親会社である名古屋鉄道（名鉄）よりモ3350形・ク2340形を譲り受けたもので2両編成2本が在籍、1997年（平成9年）7月に実施された渥美線の架線電圧1,500 V昇圧まで運用された。
以下、本項では1800系電車を「本系列」と記述し、また編成単位の説明に際しては制御電動車モ1800形の車両番号をもって編成呼称とする（例：モ1801-モ1851の2両で組成された編成であれば「1801編成」）

## 導入経緯
豊橋鉄道は渥美線の運用車両大型化および近代化を目的として、名鉄よりモ3350形3357・3358、ク2340形2343・2345の計4両を1967年（昭和42年）4月26日付認可で譲り受けた。同4両は愛知電気鉄道が1928年（昭和3年）から翌1929年（昭和4年）にかけて新製した「大ドス」の異名で知られるデハ3300形・デハ3350形・サハ2040形に属する車両で、名鉄3780系の新製にあたって台車を含む主要機器を供出し廃車となり、豊橋鉄道には車体のみが譲渡された。
当時豊橋鉄道では日本国有鉄道（国鉄）から払い下げられた廃車発生品の国鉄制式機器を活用して仕様の統一を図りつつあり、本系列の導入に際しても国鉄で廃車となったクモハ14形14012・14110・14111・14112の主要機器の払い下げを受け、前記4両の車体と組み合わせて2両編成2本に再編した。その際、渥美線の軸重制限の都合から通常1両あたり4基搭載する主電動機を編成内の2両に分散配置し、1両あたり2基搭載の全電動車編成とした。
以上の経緯により、三河田原向きの制御電動車モ1800形1801・1802（形式・記号番号とも初代、元モ3358・モ3357）および新豊橋向きの制御電動車モ1850形1851・1852（形式称号は初代、元ク2345・ク2343）が導入された。豊橋鉄道渥美線の在籍車両における形式称号付与基準は形式の百位で車体長を示すようになっており、本系列は形式が示す通り渥美線初の18 m級車体を備える大型車両であった。モ1800形・モ1850形両形式は末尾同番号の車両同士で固定編成を組成し、竣功は1801編成（モ1801-モ1851）が1967年（昭和42年）5月2日付、1802編成（モ1802-モ1852）が同年9月1日付である。また導入に際しては自社高師工場で各種改造が施工された。

## 車体
片側2扉構造は名鉄在籍当時同様ながら、各客用扉下部に存在した内蔵ステップを埋め込み撤去し、客用扉下端部高さが車内床面と同一に揃えられた。これに伴って名鉄在籍当時の外観上の特徴であったステップ直下の裾下がり部分が切除され、車体裾部が一直線形状に改められた。その他、前照灯のシールドビーム2灯化・客用扉の鋼製扉への交換・窓枠のアルミサッシ化が同時に施工された。車内では扇風機および車内放送装置の新設と車内照明の蛍光灯化が実施された。
車体塗装は従来の渥美線所属車両が下半分ダークグリーン・上半分クリームの2色塗装であったのに対して、本系列ではクリーム地に腰板部へスカーレットの太帯を配した2色塗装を初めて採用した。この塗装は後に豊橋鉄道保有車両の標準塗装として普及したのみならず、本系列の譲渡元である名鉄でも7000系・7500系「パノラマカー」を除くクロスシート車各系列の標準塗装として、従来の下半分マルーン・上半分ピンクの2色塗装やライトパープル1色塗装に代わって広く普及するに至った。

## 主要機器
制御装置は国鉄制式機種の電空カム軸式CS5およびCS1を採用、前者をモ1800形に、後者をモ1850形にそれぞれ搭載した。主電動機は当初定格出力90 kWの機種を採用、1両あたり2基、各台車の車体中心寄りに相当する第2・第3軸へ歯車比2.52 (63:25) にて搭載した。なお、1985年（昭和60年）11月当時の諸元表にて、後年4両とも主電動機を国鉄制式機種のMT40（端子電圧600 V時定格出力110 kW）に換装されていたことが記録されている。
台車は当初全車とも国鉄制式のDT11釣り合い梁式台車を装着し、後年モ1850形2両のみ伊豆箱根鉄道より購入した同じく国鉄制式の釣り合い梁式台車であるDT10へ換装された。制動装置はA動作弁を用いたAMA自動空気ブレーキである。また、パンタグラフは各車両の連結面寄りに1両あたり1基搭載する形態に改められた。
軸重制限対策で主電動機を分散配置する設計方針は、パンタグラフの連結面集中配置ともども本系列に次いで1969年（昭和44年）に導入された1720系（元名鉄3800系）にも踏襲された。

## 運用
導入当時は渥美線の在籍車両中最も収容力の高い車両として重用され、後年に至るまで渥美線の主力車両として運用された。
その後1980年（昭和55年）に1801編成が、翌1981年（昭和56年）に1802編成が、前面貫通扉の埋め込み撤去および電照式行先表示機の新設と側面客用扉増設による3扉化改造をそれぞれ施工された。客用扉増設は扉間に設置された側窓10枚のうち中央部の2枚を置き換える形で既存の扉と同様の片開客用扉を新設したもので、改造後の側面窓配置はd 2 D 1 3 D 3 1 D 3と変化した。電照式行先表示機新設に伴う前面貫通扉の撤去については他系列でも同時期に施工されているが、貫通扉の溶接固定に留められた1730系・1750系や、貫通扉を完全撤去して左右の妻面窓と同形状の窓を跡地に新設する大掛かりな改造を施工された1720系とは異なり、本系列では貫通扉の下半分に相当する部分のみを左右腰板部を延長する形で埋め込み撤去し、上半分については開口部分を窓枠に置き換えたのみで元来の前面窓部分と比較して一段高くなっているウィンドウ・ヘッダー形状には手を加えず貫通幌枠の一部も存置されるという特徴的な形態となった。
平成年代に入り、豊橋鉄道は更なる旅客サービス向上を目的として渥美線の架線電圧を従来の直流600 Vから同1,500 Vへ昇圧することを決定、同時に運用車両についても昇圧後は名鉄より譲り受けた7300系を導入し本系列を含む従来車を全車代替することとした。1801編成・1802編成とも昇圧前日の1997年（平成9年）7月1日限りで運用を離脱、同年9月30日付で従来車各形式とともに全車除籍された。